# Arxan-Bulg
Arxan-Bulg (en rus: Аршан-Булг) és un poble (un possiólok) de Calmúquia, a Rússia, segons el cens del 2014 tenia 480 habitants. Pertany al districte municipal de Tróitskoie.